# Paroecus celebensis
Paroecus celebensis är en skalbaggsart som först beskrevs av Thomson 1857.  Paroecus celebensis ingår i släktet Paroecus och familjen långhorningar. Inga underarter finns listade i Catalogue of Life.